# فرانسوا گرنت
فرانسوا گرنت (انگلیسی: François Grenet؛ زادهٔ ۸ مارس ۱۹۷۵) بازیکن فوتبال اهل فرانسه است.
از باشگاه‌هایی که در آن بازی کرده‌است می‌توان به باشگاه فوتبال رن، باشگاه فوتبال بوردو، باشگاه فوتبال دربی کانتی، و باشگاه فوتبال نیس اشاره کرد.
وی همچنین در تیم ملی فوتبال باسک بازی کرده‌است.